# Forța normală
Forța normală este forța de respingere între atomii aflați în contact strâns. Când norii de electroni ai atomilor aflați în apropiere se suprapun, respingerea Pauli (cauzată de natura de fermioni a electronilor) are ca rezultat forța ce acționează normal la suprafața de contact între două obiecte. Forța normală, de exemplu, este responsabilă pentru integritatea structurală a meselor și clădirilor, și este forța ce răspunde atunci când o forță exterioară apasă un obiect solid. Un exemplu de forță normală în acțiune este la impactul unui obiect pe o suprafață fixă.